# Pucang (Bawang)
Pucang is een bestuurslaag in het regentschap Banjarnegara van de provincie Midden-Java, Indonesië. Pucang telt 5815 inwoners (volkstelling 2010).